# Цимшианские языки
Цимшианские языки — семья индейских языков Северной Америки, распространённая в канадской провинции Британская Колумбия, а также на юге Аляски, острове Аннет и в Кетчикане (Аляска). По данным на начало XXI в. в Канаде на языках этой семьи говорят около 2170 человек; из 1300 человек, принадлежащих к цимшианским народностям на Аляске, прибрежным цимшианским языком владеют не более 50 человек.
Большинство лингвистов рассматривают цимшианские языки как изолированную семью. Эдвард Сепир рассматривал цимшианские языки в составе гипотетической пенутийской макросемьи; в настоящее время эта теория имеет мало сторонников, но её продолжает развивать М.-Л. Тарпент. Джон Эшер Данн предложил гипотезу, согласно которой цимшианские языки являются ответвлением индоевропейских языков. Данную гипотезу можно рассматривать скорее как парадоксальную.

## Состав семьи

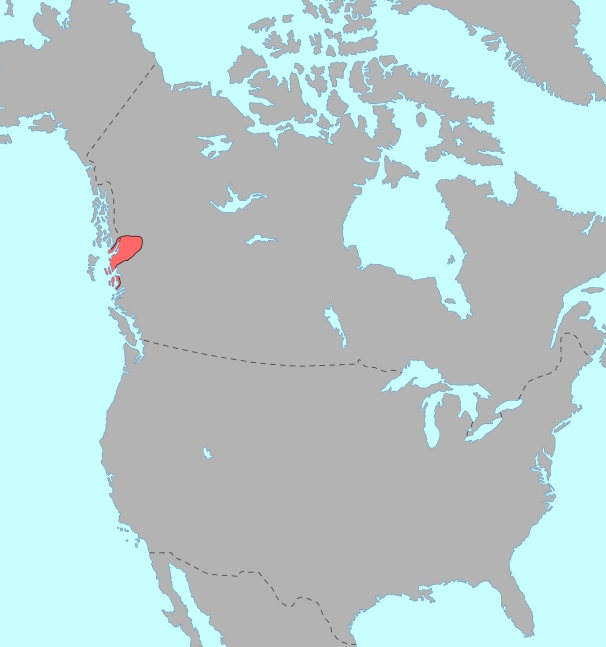
Распространение цимшианских языков до контакта с европейцами

1. Цимшианская группа (известны также как морские цимшианские, нижние цимшианские, северные цимшианские языки)
  - Прибрежный цимшианский язык (известен также как собственно цимшианский, смалгиах, смалгах)
  - Южный цимшианский язык (известен также как сгююкс)
2. Насс-гитксанская группа (известны также как внутренние цимшианские, континентальные цимшианские)
  - Нисгаа (варианты написания: нискаа, нишга, ниска, насс)
  - Гитксан (варианты написания: гитксанимкс)

Прибрежный цимшианский язык распространён в низовьях реки Скина на северо-западе Британской Колумбии, а также на прилегающих островах и на север вплоть до г. Метлакатла (Аляска). Южный цимшианский язык используется в деревне Клемту далеко ниже по реке Скина — этот язык находится на грани исчезновения. Язык нисгаа распространён вдоль реки Насс. Язык гитксан распространён в верховьях реки Скина вокруг г. Хейзелтон (Британская Колумбия и в ряде других мест).
Языки нисгаа и гитксан очень близко родственны друг другу и обычно рассматриваются как диалекты одного и того же языка. Несмотря на это, носители обоих языков воспринимают друг друга как отдельные народы (к тому же и те, и другие отделяют себя от носителей собственно цимшианского языка), таким образом, нисгаа и гитксан — отдельные этнолекты. Прибрежный и южный цимшианский языки обычно также считаются диалектами одного и того же языка.

## Фонетика
Прото-цимшианская система согласных, по Тарпент:
|               |                  | Губные | Зубные | Зубные | Палатальные | Велярные | Лабиовелярные | Увулярные | Лабиализованные увулярные | Глоттальные |
| ------------- | ---------------- | ------ | ------ | ------ | ----------- | -------- | ------------- | --------- | ------------------------- | ----------- |
| Смычные       | простые          | *p     | *t     | *ts    |             | *k       | *kʷ           | *q        | *qʷ                       | *ʔ, *ʔʷ     |
| Смычные       | глоттализованные | *pʼ    | *tʼ    | *tsʼ   |             | *kʼ      | *kʷʼ          | *qʼ       | *qʷʼ                      |             |
| Фрикативные   | Фрикативные      |        | *s, *ɬ | *s, *ɬ |             | *x       |               | *χ        | *χʷ                       | *h, *hʷ     |
| Аппроксиманты | простые          |        | *l     | *l     | *j          |          | *w            |           |                           |             |
| Аппроксиманты | глоттализованные |        | *lˀ    | *lˀ    | *jˀ         |          | *wˀ           |           |                           |             |
| Носовые       | простые          | *m     | *n     | *n     |             |          |               |           |                           |             |
| Носовые       | глоттализованные | *mˀ    | *nˀ    | *nˀ    |             |          |               |           |                           |             |